# Friedrich Wilhelm Köhler
Friedrich Wilhelm Köhler (* 3. September 1740 in Wolkenstein; † 4. August 1798 in Eibenstock) war ein sächsischer evangelisch-lutherischer Pfarrer und Chronist.
Der Sohn des Wolkensteiner Kantors Michael Köhler, der als guter lateinischer Dichter gerühmt wird, besuchte das Gymnasium in Chemnitz. An der Universität Leipzig studierte er evangelische Theologie und schloss sein Studium 1761 als Magister ab. Er war zunächst einige Jahre in unterschiedlichen Stellungen. In der Bergstadt Eibenstock hatte er ab dem 3. Oktober 1772 das Amt des Diakons inne, bevor er vor Ort am 3. Juli 1782 zum Pfarrer berufen und schließlich am 16. November des Jahres in das Pfarramt eingeführt wurde. Die Pfarrstelle hatte er bis zu seinem Tod inne. Köhler verfasste einige Chroniken über seine erzgebirgische Heimat, u. a. über seine Geburtsstadt Wolkenstein, das benachbarte warme Bad sowie 1792 eine neue Chronik von Eibenstock.

## Werke
- Die Offenbarung der Größe und Hoheit Gottes im Reiche der Natur wurde über Jerem. 10, v. 13 nach einer dem 14. Junius zu Eybenstock entstandenen großen Wasserfluth in einer Predigt 1775 vorgestellet. 1775. (Digitalisat)
- Anleitung zur geographischen Kenntnis von Chursachsen und denen darzu gehörigen Ländern: zum Unterricht der Jugend entworfen. 1778, 2. A. 1787. (Digitalisat)
- Historische Nachrichten von der chursächsischen alten freyen Bergstadt Wolkenstein im meißnischen Obererzgebürge. Schneeberg 1781. (Digitalisat)
- Kurzgefasste Reformations- und Kirchen-Geschichte des chursächsischen Bergstädtgens St. Catharinenberg im Buchholz im meissnischen Obererzgebürge. Chemnitz: Stößel, 1781. (Digitalisat)
- Beyträge zur Geschichte der Churfürstlichen Sächsischen alten freyen Bergstadt Eybenstock im meißnischen Obererzgebürge: zum neuen Jahre 1783. Eibenstock, 1783. (Digitalisat)
- Historische Nachrichten von dem warmen Bade unter der chursächsischen Bergstadt Wolkenstein: nebst Anzeige von der Natur, dem Nutzen und Gebrauch desselben. Fulda Witwe, 1791.
- Abhandlung von christlichen Taufzeugen, und von den bey der heiligen Taufe noch üblichen Gebräuchen, zur Belehrung für die, welche diese Pflicht übernehmen. Zwickau: Höfer, 1793.